# Rudy Paige
Rudy Paige (nacido en Riversdale el 2 de agosto de 1989) es un jugador de rugby sudafricano, que juega de medio melé para la selección de rugby de Sudáfrica y, actualmente (2015) para los Bulls en el Super Rugby.
Seleccionado para formar parte de la selección que jugó la Copa Mundial de Rugby de 2015, debutó con la selección sudafricana en un partido de la fase de grupos, contra los Estados Unidos en Londres el 7 de octubre de 2015. Ha formado parte, pues, de la selección sudafricana que ganó el bronce en el Mundial de Inglaterra 2015.